# Gynostemma yixingense
Gynostemma yixingense là một loài thực vật có hoa trong họ Cucurbitaceae. Loài này được (Z.P.Wang & Q.Z.Xie) C.Y.Wu & S.K.Chen mô tả khoa học đầu tiên năm 1983.